# Новые Ельцы
Но́вые Ельцы́ — деревня в Осташковском городском округе Тверской области. 

## География
Деревня расположена на берегу озера Селигер в 35 км от города Осташкова.

## История
В 1774 году в селе была построена каменная Вознесенская церковь с 3 престолами.
В конце XIX — начале XX века село входило в состав Павлиховской волости Осташковского уезда Тверской губернии. 
С 1929 года деревня входила в состав Залучьенского сельсовета Осташковского района Великолукского округа Западной области, с 1935 года — в составе Калининской области, с 1994 года — в составе Залучьенского сельского округа, с 2005 года — в составе Ботовского сельского поселения, с 2017 года — в составе Осташковского городского округа.

## Население
| 1859 | 2002 | 2010 |
| ---- | ---- | ---- |
| 198  | ↗262 | ↘194 |

## Достопримечательности
В деревне расположена бывшая усадьба тверской ветви рода Толстых «Ельцы».